# Анна Софія Шварцбург-Рудольштадтська
Анна Софія Шварцбург-Рудольштадтська (нім. Anna Sophia von Schwarzburg-Rudolstadt; 9 вересня 1700 — 11 грудня 1780) — принцеса Шварцбург-Рудольштадтська, донька князя Шварцбурга-Рудольштадтського Людвіга Фрідріха I та принцеси Саксен-Гота-Альтенбурзької Анни Софії, дружина герцога Саксен-Кобург-Заальфельдського Франца Йозіаса.

## Життєпис
Анна Софія народилась 9 вересня 1700 року у Рудольштадті. Вона була дев'ятою дитиною та шостою донькою в родині Людвіга Фрідріха фон Шварцбург-Рудольштадтського та його дружини Анни Софії Саксен-Гота-Альтенбурзької.
1720 року старший брат Анни Софії, Фрідріх Антон, взяв за дружину принцесу Саксен-Кобург-Заальфельдську, Софію Вільгельміну. Три роки потому сама Анна Софія побралася із Францем Йозіасом Саксен-Кобург-Заальфельдським, четвертим сином правлячого герцога Йоганна Ернста IV. Нареченій виповнилося 22 роки, нареченому —25. Весілля відбулося 2 січня 1723 року у Рудольштадті. Подвійний союз мав забезпечити політичні зв'язки між двома країнами. У подружжя народилося восьмеро дітей. 

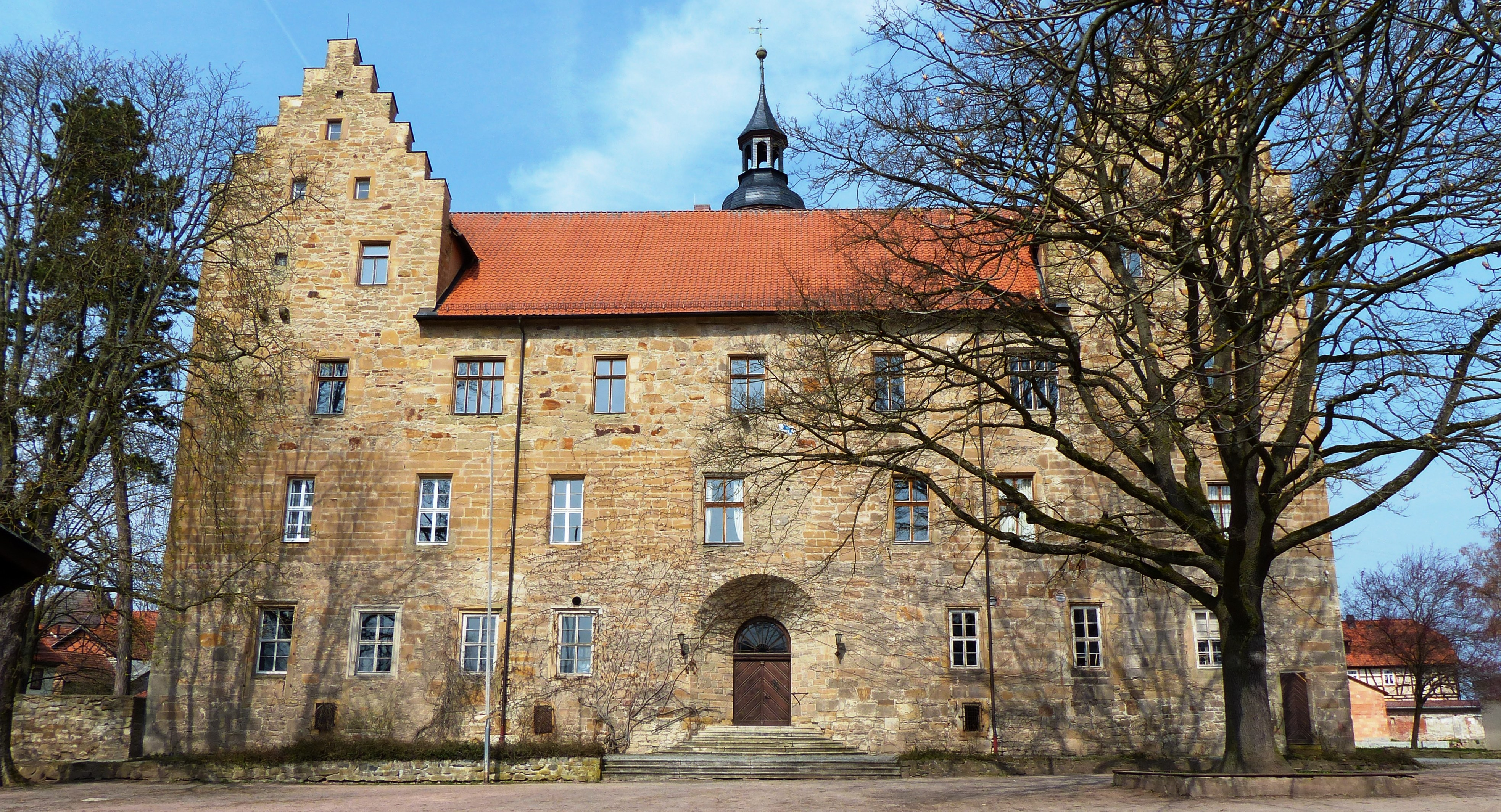
Замок Рьомхільд

1729 року помер герцог Йоганн Ернст IV. У керма держави став старший брат Франца Йозіаса, Крістіан Ернст. Від 1735 року брати керували країною разом. Франц Йозіас при цьому проживав у фортеці Фесте у Кобурзі. Від 1745 року Франц Йозіас став єдиноправним герцогом Саксен-Кобург-Заальфельдським.
16 вересня 1764 року герцог пішов з життя. Країна перейшла до їхнього сина Ернста Фрідріха. Анні Софії як удовину долю було виділено замок Рьомхільд, де вона і померла 11 грудня 1780 у досить похилому віці. Похована поруч з чоловіком в церкві Святого Маврикія в Кобурзі.

## Родина
Чоловік — Франц Йозіас
Діти:

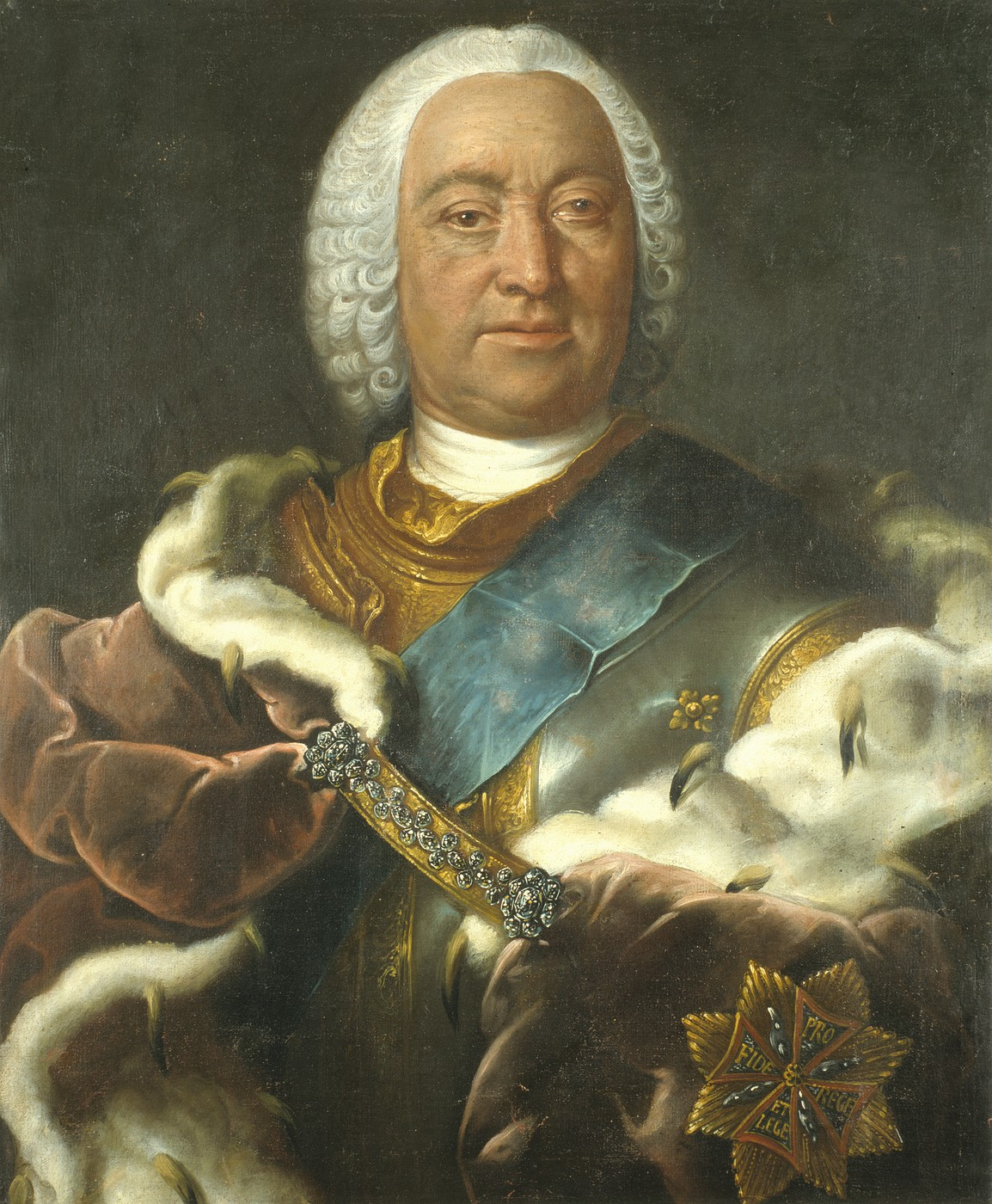
Франц Йозіас

- Ернст Фрідріх (1724—1800) — наступний герцог Саксен-Кобург-Заальфельду у 1764—1800, був одружений із Софією Антонією Брауншвейг-Вольфенбюттельською, мав із нею семеро дітей;
- Йоганн Вільгельм (1726—1745) — загинув у 19-річному віці під час Битви біля Гогенфрідбергу, тіло принца так і не було знайдено, одруженим не був, дітей не мав;
- Анна Софія (1727—1728) — померла у ранньому віці;
- Крістіан Франц (1730—1797) — принц Саксен-Кобург-Заальфельдський, генерал, одружений не був, дітей не мав;
- Шарлотта Софія (1731—1810) — дружина принца Людвіга Мекленбург-Шверінського, мала сина та доньку;
- Фредеріка Магдалена (1733—1734) — померла немовлям;
- Фредеріка Кароліна (1735—1791) — дружина маркграфа Бранденбуг-Ансбахського Карла Александра, дітей не мала;
- Фрідріх Йозіас (1737—1815) — принц Саксен-Кобург-Заальфельдський, генерал австрійської армії, був морганатично одружений з Терезою Штроффек, мали єдиного сина.